# 歐三拱
欧三拱（1860年—1929年），湖南常宁人。清末武官。同武進士出身。
光绪十八年（1892年）壬辰科三甲進士。钦点御前侍卫，任銮仪卫兼神武門行走。后被选入陆军将弁学校学习，外放浙江衢州镇标中营守府。